# Babe (film)
Babe – amerykański film biograficzny z 1992 roku.

## Główne role
- John Goodman – Babe Ruth
- Kelly McGillis – Claire Hodgson Ruth
- Trini Alvarado – Helen Woodford Ruth
- Bruce Boxleitner – Jumpin' Joe Dugan
- Peter Donat – Harry Frazee
- James Cromwell – Brat Mathias
- J.C. Quinn – Jack Dunn
- Joe Ragno – Miller Huggins
- Richard Tyson – Guy Bush
- Ralph Marrero – Frank "Ping" Bodie
- Robert Swan – George Herman Ruth Sr.
- Bernard Kates – Pułkownik Jack Ruppert
- Michael McGrady – Lou Gehrig

## Fabuła
George Herman "Babe" Ruth był gwiazdą baseballa lat 40. Jego fascynacja tym sportem zaczęła się w 1902 roku w sierocińcu, gdzie zaczepił tym jeden z zakonników. Kiedy zaczął odnosić sukcesy, w życiu prywatnym zaczęły się kłopoty. Pierwsza żona, Helen, zginęła w dramatycznych okolicznościach, druga Claire chciała go zmienić i odciągnąć od alkoholu.